# Mamurogawa
Mamurogawa (真室川町, Mamurogawa-machi) est un bourg du district de Mogami (préfecture de Yamagata), dans le nord de l'île de Honshū, au Japon.

## Géographie

### Démographie
Lors du recensement national de 2010, la population de Mamurogawa s'élevait à 9 241 habitants répartis sur une superficie de 374,29 km2 (densité de population de 25 hab./km2).